# Recent Songs
Recent Songs je studijski album kanadskog pjevača Leonarda Cohena objavljen 1979.
Poslije albuma Death of a Ladies' Man koji je dobio negativnu kritiku i kojeg je producirao Phil Spector, album Recent Songs je povratak na akustičnu narodnu glazbu koja je bila dominantna na ranijim Cohenovim albumima. 

## Popis pjesama
Sve pjesme je napisao Leonard Cohen ako nije drugačije naznačeno.
1. "The Guests" - 6:40
2. "Humbled in Love" - 5:15
3. "The Window" - 5:56
4. "Came So Far for Beauty" (Cohen, John Lissauer) - 4:04
5. "The Lost Canadian (Un Canadien Errant)" (Trad., Antoine Gérin-Lajoie) - 4:42
6. "The Traitor" - 6:16
7. "Our Lady of Solitude" - 3:13
8. "The Gypsy's Wife" - 5:13
9. "The Smokey Life" - 5:19
10. "Ballad of the Absent Mare" - 6:26